# الدوري السعودي الدرجة الثانية للسيدات
دوري الدرجة الثانية السعودي للسيدات، هو المستوى الثالث لكرة القدم للسيدات في المملكة العربية السعودية، ويُنظم تحت إشراف الاتحاد السعودي لكرة القدم، وتم إطلاق النسخة الأولى من الدوري في 1 نوفمبر 2024، حيث يشارك 25 فريقًا، وتلعب المباريات بنظام الذهاب والإياب.

## تاريخ
في نوفمبر 2023، وافق مجلس إدارة الاتحاد السعودي لكرة القدم على إنشاء دوري الدرجة الثانية للسيدات، في ضوء النمو المستمر لكرة القدم النسائية في البلاد.
في يناير 2024، أنهى الاتحاد صيغة دوري الدرجة الثانية للسيدات، تتكون المسابقة من مرحلتين، مرحلة المجموعات الإقليمية بمباريات ذهاب وإياب، تليها مرحلة نهائية مركزية، وستتقدم الفرق الأولى من كل مجموعة، مع صعود البطل والوصيف إلى الدرجة الأولى، بينما سيهبط فريقان من نفس الدرجة.
وفي أكتوبر 2024، أُعلن عن مشاركة 25 فريقًا في النسخة الافتتاحية، وستتنافس الفرق في مرحلة المجموعات بتنسيق مركزي إقليمي، مع لعب المباريات بنظام الدوري المزدوج (ذهاباً وإياباً)، وستتأهل ثمانية فرق إلى المرحلة النهائية، والتي تضم أفضل خمسة فرق وأفضل ثلاثة فرق في المركز الثاني، وستقام الجولات النهائية بنظام مركزي، بدءاً من ربع النهائي بنظام خروج المغلوب من مرة واحدة، حيث سيتم ترقية الفريقين الحاصلين على المركز الأول والثاني في المراحل النهائية إلى الدرجة الأولى للموسم المقبل.

## وصلات خارجية
الموقع الرسمي